# Philipp Maximilian Opiz
Pour les articles homonymes, voir Opiz.
Philipp (Filip) Maximilian Opiz, né le 5 juin 1787 à Čáslav (royaume de Bohême) et mort le 20 mai 1858 à Prague (empire d'Autriche), est un forestier et botaniste autrichien.
À partir de 1805, il est fonctionnaire-caméraliste dans sa ville natale de Čáslav. Il travaille plus tard à Pardubice (depuis 1808) et à Prague (depuis 1814). En 1831, il est Forstamtsconcipist (fonctionnaire forestier).
Il est l'autorité taxonomique de nombreuses espèces de plantes et le créateur de nombreux ensembles d'exsiccatae.

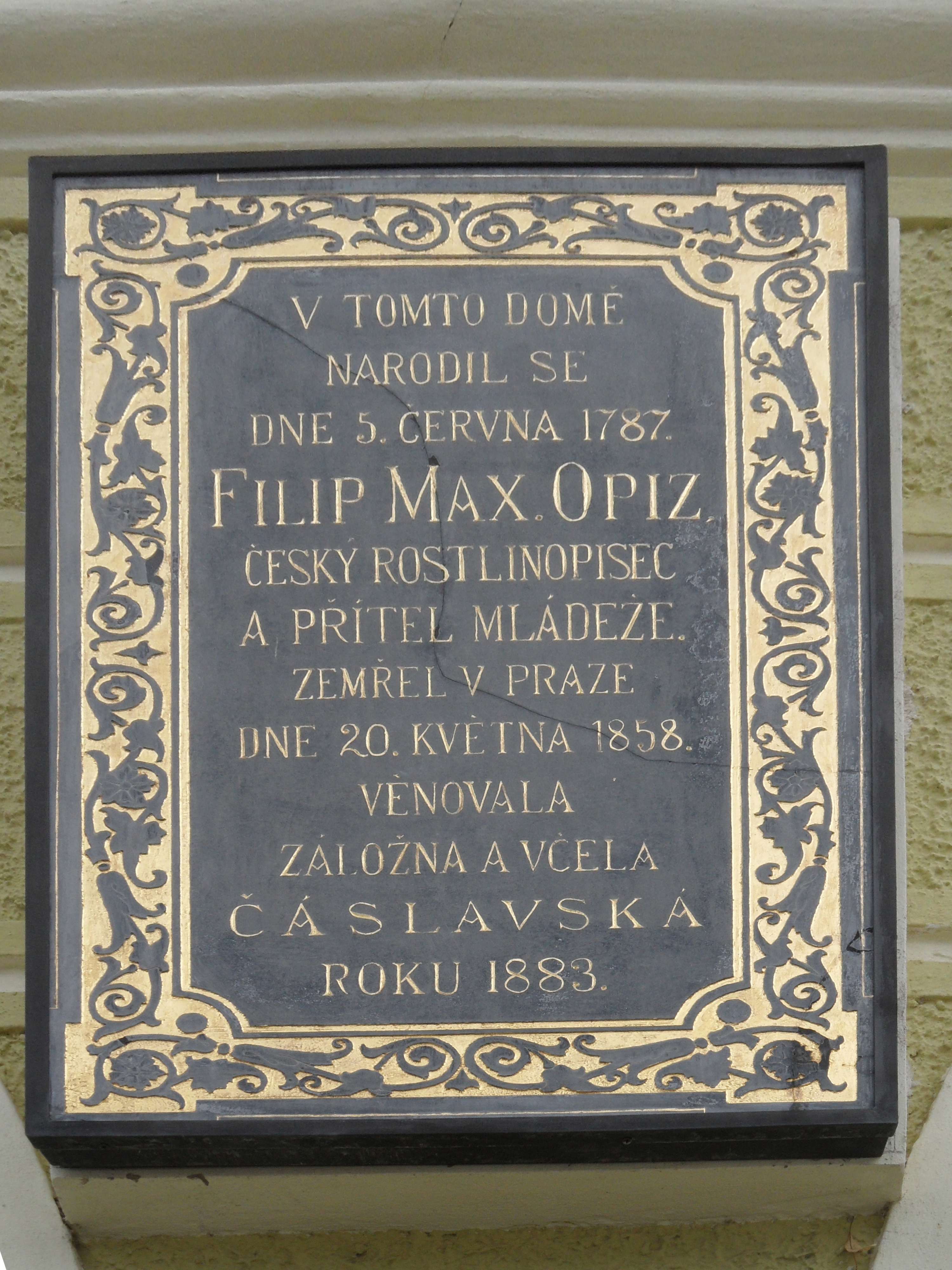
Plaque commémorative à Čáslav, son lieu de naissance.

En 1830, Carl Borivoj Presl a nommé le genre Opizia en son honneur.

## Œuvres principales
- Deutschlands cryptogamische Gewächse. Ein Anhang zur Flora Deutschlands von Joh. Christ. Röhling, 1817 - Cryptogames allemands ; notes concernant "Flora Deutschland" de Johann Christoph Röhling.
- Böheims phänerogamische und cryptogamische gewächse 1823 - Bohême phanérogames et cryptogames.
- Seznam rostlin květeny české, 1852, inventaire de la flore tchèque[4].